# Blocage (technique de combat)
Pour les articles homonymes, voir Blocage.
En combat, le blocage est un mouvement défensif permettant d’annihiler un coup adverse. Ce geste défensif consiste à arrêter un coup en interposant une partie corporelle (ou le gant) entre la cible visée et l’arme adverse. Il peut être effectué avec de nombreuses parties du corps : mains, tibia, avant bras, dessous des pieds, etc.
On distingue trois formes principales : 
- le blocage dit « neutre » qui encaisse le coup,
- le blocage qui va à l’encontre du coup (avec effet dit de « télescopage » de l’arme),
- et le blocage qui accompagne le choc adverse (absorption de l’arme adverse). Il est exécuté le plus souvent avec l’avant-bras ou le bras. Voir également absorption, couverture et parade. Pour certaines formes de blocage, on parle également de parade bloquée (vocabulaire issu de l’escrime).

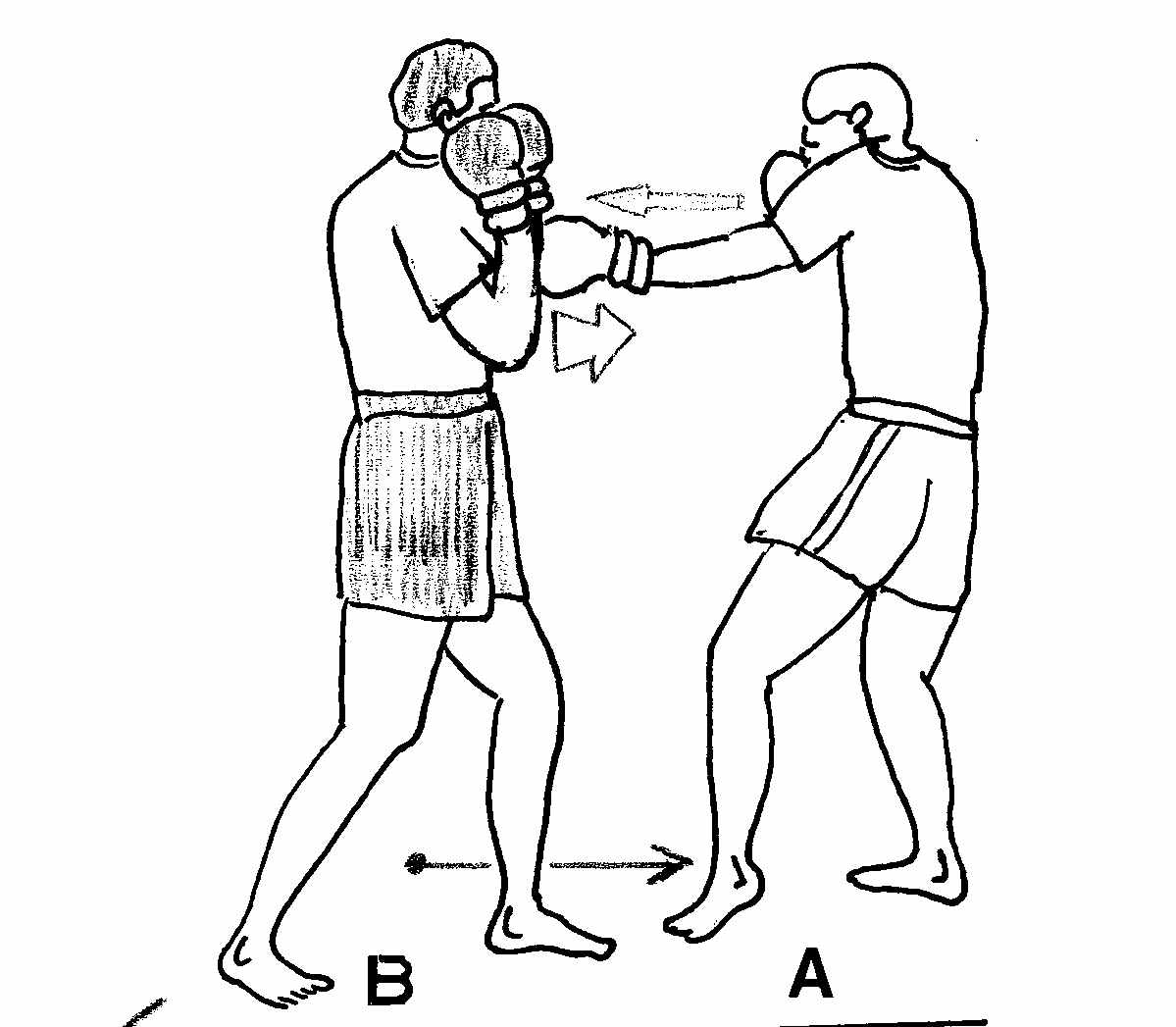
Blocage frontal des deux avant-bras sur une attaque en jab au corps
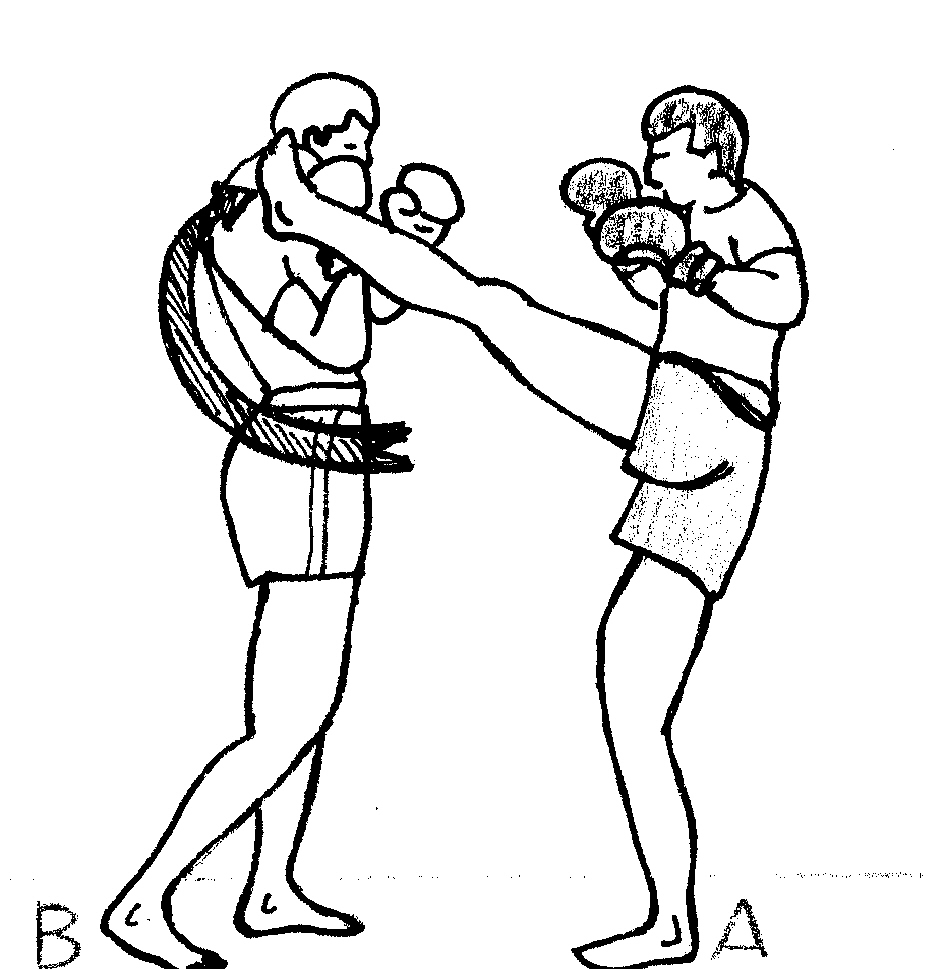
Blocage latéral avec un bras sur une attaque en coup de pied en bâton
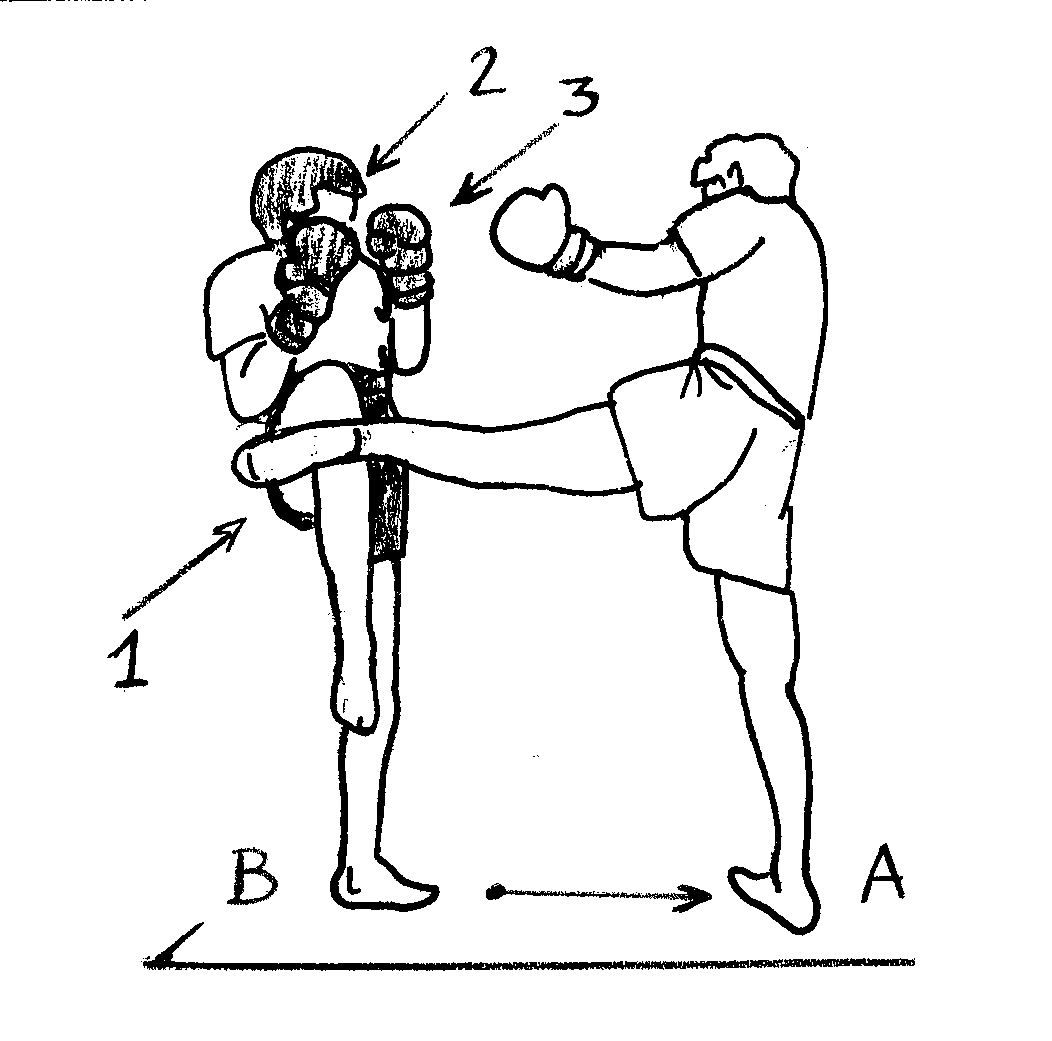
Blocage latéral avec le tibia sur une attaque en coup de pied circulaire

## Les facteurs de réussite d’un blocage
1. Le geste doit être parfaitement automatisé pour éviter un échec en combat (on s’arrête pour essayer de réfléchir à la technique), il doit être aussi parfaitement maîtrisé, pas question de se lancer dans un combat sans maîtriser son sujet, la médiocrité de la maîtrise ne pourrait qu’emmener à la perte du combat.
2. L’exécution doit s’accompagner de préférence d’une activité de déplacement (accompagnement, absorption du choc…) donc pas question de rester figé (notamment pour les sports de plein-contact sans protections). Le déplacement se doit d’être fluide et rapide, un rigidité peut entraîner une déséquilibre (un coup puissant entraîne forcément un déséquilibre) et ainsi les possibilités de riposte seront affectées.
3. L’endurcissement des différentes parties du corps susceptibles de bloquer doit être une priorité pour le combat, sous peine de se retrouver avec un tibia ou avant bras cassé lors de l’exécution du mouvement de parade.

## Sources
- Georges Blanchet, Boxe et sports de combat en éducation physique, Ed. Chiron, Paris, 1947
- Alain Delmas, 1. Lexique de la boxe et des autres boxes (Document fédéral de formation d’entraîneur), Aix-en-Provence, 1981-2005 – 2. Lexique de combatique (Document fédéral de formation d’entraîneur), Toulouse, 1975-1980.
- Jack Dempsey, Championship fighting, Ed. Jack Cuddy, 1950
- Gabrielle & Roland Habersetzer, Encyclopédie des arts martiaux de l'Extrême-Orient, Ed. Amphora, Paris, 2000
- Louis Lerda, J.C. Casteyre, Sachons boxer, Ed. Vigot, Paris, 1944
- Marcel Petit, Boxe : technique et entraînement, Paris, Ed. Amphora, Paris, 1972